# Adelaide Damoah

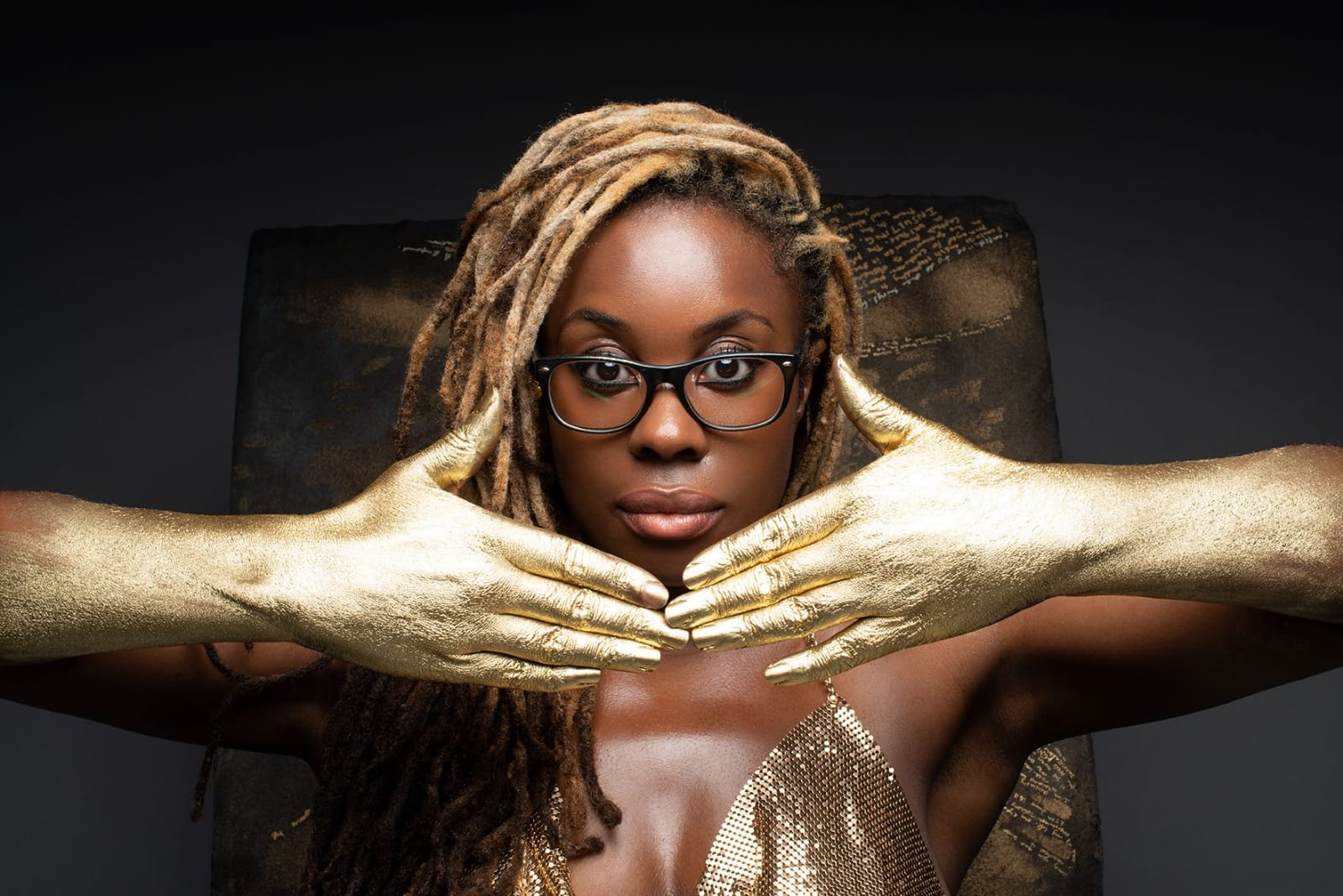
Adelaide Damoah (2018)

Adelaide Damoah (* 16. November 1976) ist eine britische Malerin und Performance-Künstlerin ghanaischer Abstammung.

## Leben
Adelaide Damoah beendete das Studienfach Biologie an der Kingston University in London mit Auszeichnung im Jahr 1999. Danach arbeitete sie sechs Jahre lang in der pharmazeutischen Industrie. Während dieser Zeit wurde bei ihr die Krankheit Endometriose diagnostiziert. Daraufhin verließ sie die chemisch-pharmazeutische Industrie und wandte sich der Ölmalerei zu.

## Ausstellungen
Die erste Ausstellung ihrer noch im Stil von Francis Bacon und anderer gemalten Bilder fand im Rahmen der Ausstellung Black Brits im Jahr 2006 statt. Zwei Jahre später hatte sie eine Einzelausstellung ihrer Werkreihe Supermodels in der Nolia's Gallery in London; weitere Ausstellungen folgten, darunter auch die im Rahmen der British Art in the Twenty First Century in der Opera Gallery in Budapest. Im Jahr 2018 entdeckte sie die Kunst des Body Paintings, wobei sie – anders als die monochromen Werke Yves Kleins – ihren eigenen, fast nackten, Körper als Malobjekt nutzte und damit Leinwände füllte, die sie anschließend weiter bearbeitete, so dass ein hohes Maß an Abstraktion erreicht wird. Im Jahr 2020 hatte sie eine Ausstellung in der Sakhile & Me-Galerie in Frankfurt/M.